# Moedor de pimenta

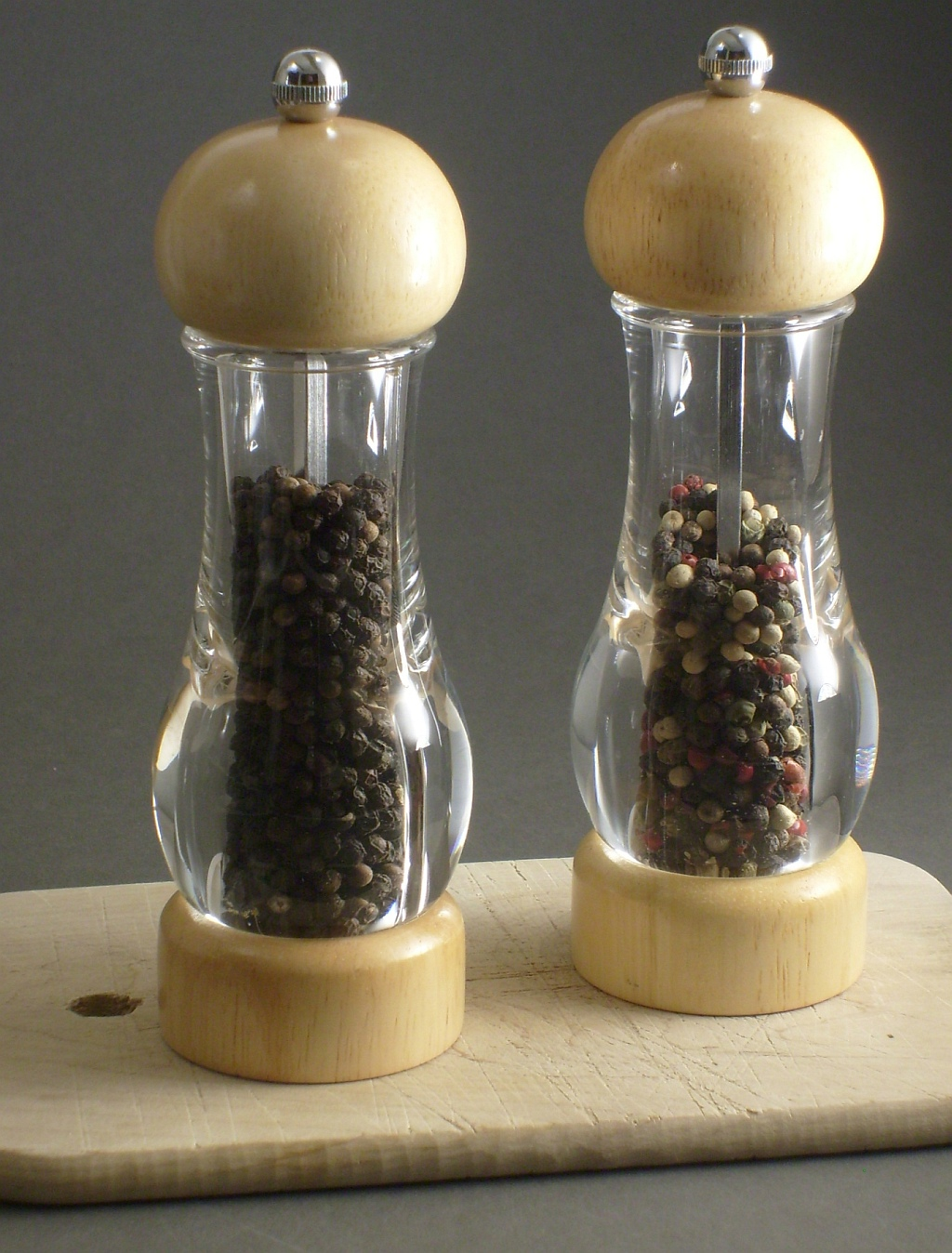
Moedores de pimenta transparentes.

Moedor de pimenta é um aparelho utilizado para moer os grãos de pimenta, normalmente após estes terem sido torrados. Foi inventado por Jean Pequignot Peugeot em 1842.

## Visão geral
O moedor de mesa permite que o aroma e o sabor da pimenta seja preservado até o último momento.
O moedor aplica uma força mecânica considerável para rachar os grãos e quebrá-los, deixando o produto em diferentes estados de granulosidade, esses diferentes estados, por sua vez, são utilizados para formas específicas de preparo da pimenta.